# 帕爾克德爾普拉塔

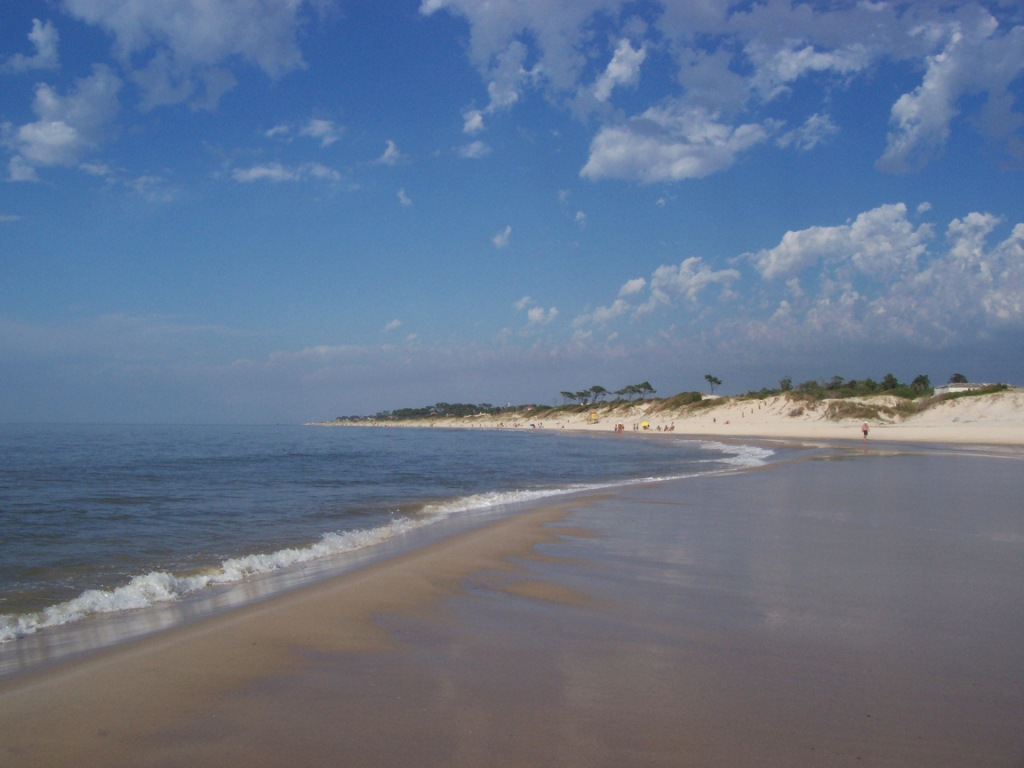

34°46′S 55°43′W / 34.767°S 55.717°W
帕爾克德爾普拉塔（西班牙語：Parque del Plata），是烏拉圭的城鎮，位於該國南部，處於蒙得維的亞以東49公里，由卡內洛內斯省負責管轄，海拔高度13公尺，2011年人口7,896。